# Xylem
Xylem Inc. è una società statunitense fondata nel 2011 con sede a Rye Brook, attiva nel campo delle tecnologie per l'acqua, principalmente nell'ambito del trasporto, trattamento e utilizzo in ambienti pubblici, residenziali, commerciali, agricoli e industriali. La società opera in oltre 150 paesi con 17 000 dipendenti e ha fatto registrare un fatturato nel 2018 di 5,2 miliardi dollari.
L'azienda è quotata alla NYSE ed è inserita nell'indice S&P 500.